# Boston Bruins
Boston Bruins este o echipă profesionistă americană de hochei pe gheață cu sediul în Boston, Massachusetts și face parte din Divizia Atlantic a Conferinței de Est din NHL. Echipa există din 1924, ceea ce o face să fie a treia cea mai veche echipă activă din NHL și cea mai veche echipă cu sediul în Statele Unite.
Bruins este una dintre cele șase echipe originale din NHL, alături de Detroit Red Wings, Chicago Blackhawks, Montreal Canadiens, New York Rangers și Toronto Maple Leafs. A cucerit de șase ori Cupei Stanley, la egalitate cu Blackhawks, pe locul al patrulea ca număr de victorii, și pe locul al doilea ca număr de victorii pentru o echipă din NHL cu sediul în Statele Unite, alături tot de Blackhawks (după Red Wings, care are 11).
Prima arenă care a găzduit meciuri ale echipei Bruins a fost Boston Arena (acum cunoscută sub numele de Matthews Arena), cea mai veche arenă de hochei pe gheață acoperită din lume (construită în 1909-10), încă folosită pentru acest sport la orice nivel de competiție.[3][4] După plecarea echipei Bruins de pe Boston Arena, aceasta a jucat meciurile de pe teren propriu la Boston Garden timp de 67 de sezoane, începând din 1928 și până în 1995, când s-a mutat la TD Garden.